# Хадевейх
 Тази статия е за брабантската поетеса.  За френския филм вижте Хадевейх (филм).  
Хадевейх (на нидерландски: Hadewijch) е брабантска поетеса.
Сведенията за живота ѝ са много оскъдни, но се предполага, че е живяла в Брабант, може би в Антверпен, а нейните запазени произведения са писани около 1240 година. Запазени са нейни стихове с религиозна тематика, описания на мистични видения и писма в проза, повечето писани на брабантски диалект на серднонидерландския. Произведенията на Хадевейх оказват силно влияние върху по-късния брабантски мистик Ян ван Рьосбрук.